# Florian Riedel
Florian Riedel (Werdau, 1990. április 9. –) német labdarúgó, 2012 óta az 1. FC Kaiserslautern hátvédje.

## Pályafutása

### Klubcsapatokban
Riedel profi karrierjét a Hertha BSC-nél kezdte, 2008. július 31-én mutatkozott be az FC Nistru Otaci elleni első körös 2008–2009-es UEFA-kupa-selejtezőpárharc visszavágóján. A 63. percben állt be. 2010. augusztus 31-én (az átigazolási időszak utolsó napján) Riedel elhagyta Berlint, ahol a tartalékcsapatban szerepelt és a holland AGOVV Apeldoorn játékosa lett.

## Fordítás
Ez a szócikk részben vagy egészben  a   Florian Riedel című angol Wikipédia-szócikk ezen változatának fordításán alapul.  Az eredeti cikk szerkesztőit annak laptörténete sorolja fel. Ez a jelzés csupán a megfogalmazás eredetét és a szerzői jogokat jelzi, nem szolgál a cikkben szereplő információk forrásmegjelöléseként.